# Hyder Ali

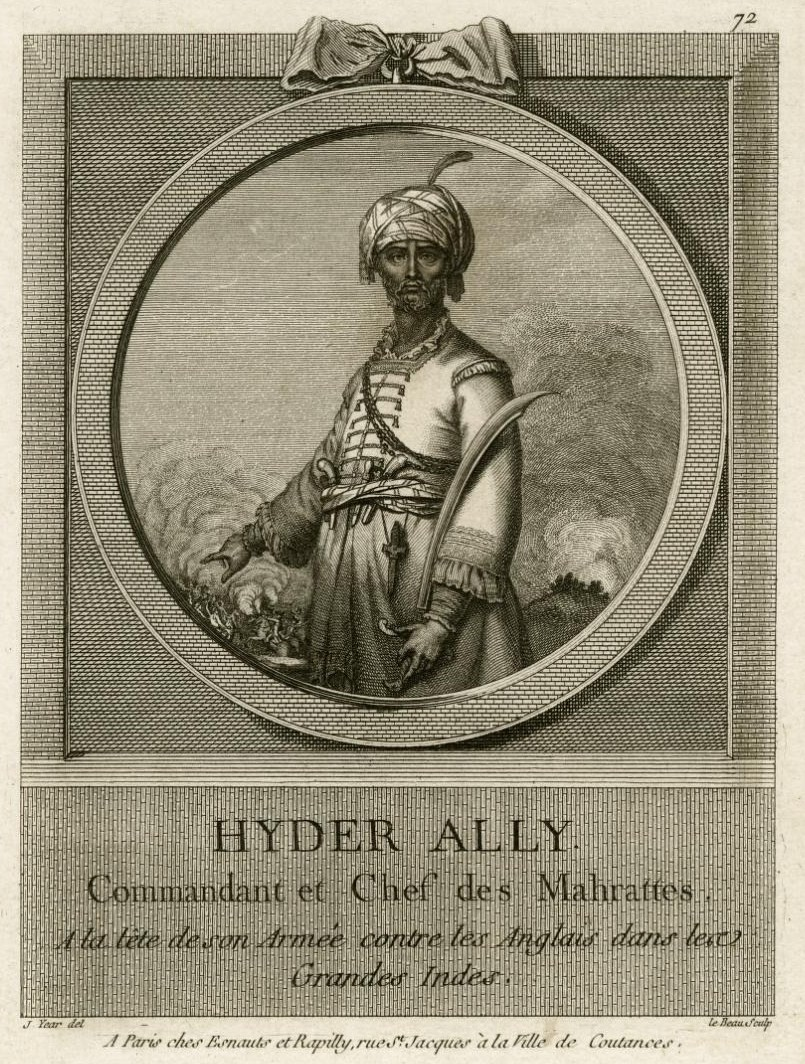
Retrato de Hyder Ali (1762).

Hyder Ali o Haidar Ali (c. 1722-1782) fue un militar y conquistador indio de origen musulmán chiita, y se alzó el poder como gobernante de facto del Reino de Mysore, una nación independiente localizada al suroeste de la India. Es conocido, junto con su hijo Tipu Sultán, como los líderes indios que mantuvieron a raya a los británicos en su expansión colonial en la India durante la segunda mitad del siglo XVIII.

## Primeros años
Hyder Ali fue bisnieto de un faquir islámico de Gulbarga, Deccan; su padre fue un naik o jefe de la policía en Budikote, cerca de Kolar (actual Karnataka). Su fecha de nacimiento es disputada, las fuentes lo sitúan entre 1717 y 1722. Cuando era joven, Hyder Alí ayudó a su hermano, un comandante de una brigada del ejército del Reino de Mysore, y se asoció con las tácticas militares francesas, cuando conoció a Joseph François Dupleix. 
Se cree que influyó a su hermano en utilizar a un parsi para que comprara artillería y armas pequeñas pertenecientes al gobierno de la Presidencia de Bombay, y de enrolar unos treinta marinos de diferentes naciones de Europa que trabajarían como artilleros, y es conocido por ser “el primer indio que formó un cuerpo de sepoys armados con bayonetas, y que tenía un tren de artillería atendido por europeos.” 

## Ascenso al poder
Con el sitio de Devanhalli en 1749, la carrera de Hyder Alí atrajo la atención de Nanjaraja, el ministro del rajá de Mysore; y desarrolló durante los próximos doce años un crecimiento desmesurado del poder. 
Mysore era gobernado por la dinastía Wodeyar, una familia de rajás que se apoderó de la nación en 1423 tras la muerte del fundador del reino, Yaduraya. Durante el ascenso de Hyder Ali gobernaba como rajá Immadi Krishnaja II Wodeyar, sin embargo al final de su reinado, era poco efectivo y Hyder Ali asumió el poder de facto de Mysore a comienzos de la década de 1760, sin derrocar la dinastía, que se convertiría en un monarca títere hasta su restauración en 1799, con la muerte de su hijo en el asedio de Seringapatam.
Posteriormente decide expandir los límites del reino, conquistando Kanara en 1763 y amasando riquezas, donde quiso convertir la capital del reino en uno de los más espléndidos de la India. También en 1765, tuvo una disputa con los Marathas y resultó en la destrucción de los hindúes de la costa de Malabar y la conquista de Calicut. 

## Primera Guerra Anglo-Mysore
Con el expansionismo de Hyder Ali, atrajo la atención de la Presidencia de Madrás, una colonia que estaba a cargo de la Compañía Británica de las Indias Orientales. En 1766 hace una alianza con el Nizam de Hyderabad y con los Marathas para sumar tropas que tendrían como objetivo iniciar la Primera Guerra Anglo-Mysore. La alianza indo-británica consistía en una fuerza de 50.000 hombres y 100 armas, pero que sólo los británicos consistían en un centenar de hombres. Los británicos tuvieron victorias en la Batalla de Chengam, el 3 de septiembre de 1767, y posteriormente en Tiruvannamalai. 
En cambio, las fuerzas lideradas por Hyder Ali dieron un certero golpe a las flotas británicas en la costa oeste; adicionalmente, el ejército de Mysore poseía una innovación tecnológica: un prototipo de misil metálico cargado con pólvora. Según una crónica de 1789 hecha por Innes Monroe, A Narrative of the Military Operations on the Coromandel Coast, describió que en 1761 Hyder Ali conformó un batallón de 1.200 hombres que lanzaron cohetes sobre los británicos y que habían sido lanzados hasta dos mil de ellos de manera simultánea en una batalla. Estos misiles tenían un alcance de un kilómetro. El uso de esta arma puso en jaque a los británicos no sólo durante la primera guerra, sino durante la segunda, tercera y cuarta guerra. Los británicos intentaron analizar e imitar estos misiles pero fueron infructuoso en sus experimentos.
En vista de los resultados inesperados, Hyder Ali ofreció la paz a los británicos, pero estos la rechazaron; así que decidió reunir sus tropas y realizar un sitio en la ciudad de Bangalore y puso su ejército a cinco millas de Madrás. El Coronel Smith, Comandante en Jefe de la India, no tuvo más remedio que aceptar un tratado de paz en abril de 1769, donde se resolvía la restitución de los territorios conquistados y una alianza defensiva donde los británicos debían proteger Mysore de cualquiera invasión extranjera y se acordó un tratado comercial en 1770 con las autoridades de la Presidencia de Bombay.

## Segunda Guerra Anglo-Mysore
A pesar de la victoria de Hyder Ali con los británicos en 1769; éstos se resistían a que una nación india detuviera su expansión colonial en la región. Cuando los Marathas atacaron y vencieron a Ali en 1772, los británicos se negaron a ayudarlo, violando el tratado y causando la furia del líder de Mysore, quien estaba dispuesto a vengarse y prefirió aumentar sus relaciones con Francia, a través de la Compañía Francesa de las Indias Orientales.
La situación se había agudizado en 1778 cuando los franceses declararon la guerra a los británicos en la Guerra Revolucionaria Americana; los británicos resolvieron en expulsar a los franceses de la India. Decidieron capturar la ciudad de Mahé en la Costa de Malabar en 1779, y seguido con la anexión de territorios pertenecientes a Mysore, dando la razón a Hyder Ali para iniciar la Segunda Guerra Anglo-Mysore.
Hyder Ali hizo una alianza con los Marathas, quienes sufrieron una guerra a traición de parte de los británicos, sus ex aliados, con la Primera Guerra Anglo-Maratha (1775 – 1779). Ali poseía un imperio que se extendía el río Krishna y atravesó los pasos del Ghatts Occidental incendiando villas y llegando a Kanchipuram, una ciudad a sólo 45 millas de Madras, sin resistencia alguna. Sir Hector Munro, comandante las fuerzas británicas, poseía unas 5.200 tropas y el Coronel Baillie poseía una fuerza de 2800 hombres. Hyder Ali atacó estratégicamente y la dirigencia británica no supo contener el problema y durante la Batalla de Polillur del 17 de septiembre de 1780, fue destruido el batallón de Baillie.
El Gobernador General de la India, Warren Hastings envió a Sir Eyre Coote a Bengala, y pudo derrotar a Ali en las batallas de Porto Novo, Polillur y Sholingarh. La llegada de Lord Macartney como gobernador de Madrás, desembocó en la captura de Nagapattinam por la marina británica, y retó a Ali que se confesara de que la marina británica tenía un poder absoluto en los mares.
Ali, envió a su hijo, Tipu Sultán, quien había tenido una participación destacada en la segunda guerra; a la costa oeste, con la ayuda de flotas francesas. Repentinamente, Hyder Ali muere en la ciudad de Chittoor en diciembre de 1782, dejando el cargo de líder a su hijo Tipu quien terminaría la guerra en 1784 con una victoria virtual de los Mysore.